# サンジャール・トゥルスノフ
サンジャール・トゥルスノフ（Sanzhar Tursunov、1986年12月26日 - ）は、ウズベキスタン・タシュケント出身の同国代表サッカー選手。ポジションはMF。
Kリーグ時代の登録名はサンジャール（ハングル: 산자르）。

## 経歴

### クラブ
1986年にウズベキスタンのタシュケントで生まれた。地元のFCパフタコール・タシュケントのユース出身だが国内のプロリーグでプレーをした経験はない。2006年、ロシア・セカンドディビジョン（実質3部）に所属するFCイルティシュ・オムスクへ移籍をした。同年4月23日、開幕戦のFCザーリャ・レニンスク・クズネツキー戦でデビューをした。イルティシュでは3シーズンで86試合に出場し13得点を挙げ、2009年、ロシア・ファーストディビジョン（実質2部）に所属をするFCヴォルガ・ニジニ・ノヴゴロドに移籍をした。ヴォルガではレギュラーとして出場し、2010年シーズンのヴォルガ昇格に貢献をした。2011年3月14日、FCトム・トムスク戦の後半16分にセルゲイ・ヤシンとの交代でロシア・プレミアリーグデビューを果たした。
2011年12月31日、FCアラニア・ウラジカフカスへ3年半の契約で移籍をした。2012年、ウズベキスタン年間最優秀サッカー選手賞を受賞した。
2013年2月、PFCロコモティフ・タシュケントへ移籍した。2013年7月、FKオレンブルクへ移籍した。
2014年2月、FCヴォルスクラ・ポルタヴァへ移籍した。
2016年1月、カタールのウム・サラルSCへ移籍した。

### 代表
2010年12月25日、バーレーン代表との親善試合でA代表デビューをした。2011年1月7日から1月29日まで行われたAFCアジアカップ2011では途中出場も合わせて6試合全てに出場した。2011年11月15日の2014 FIFAワールドカップ・アジア3次予選、タジキスタン戦で代表初得点を挙げた。

## タイトル
- ウズベキスタン年間最優秀サッカー選手賞：1 (2012)